# Раймлінген
Раймлінген (нім. Reimlingen) — громада в Німеччині, знаходиться в землі Баварія. Підпорядковується адміністративному округу Швабія. Входить до складу району Донау-Ріс. Складова частина об'єднання громад Ріс.
Площа — 954 км2. Населення становить 1313 ос. (станом на 31 грудня 2020).

## Історія
Під час Тридцятилітньої війни недалеко громади відбулась  битва при Нердлінгені в 1634 році.

## Демографія
У період з 1988 по 2018 рік муніципалітет виріс з 1068 до 1 306, на 238 жителів або на 22,3%.
- 1961:  920 жителів
- 1970: 1100 жителів
- 1987: 1069 жителів
- 1991: 1140 жителів
- 1995: 1174 жителя
- 2000: 1261 житель
- 2005: 1339 жителів
- 2010: 1338 жителів
- 2015: 1350 жителів

## Галерея

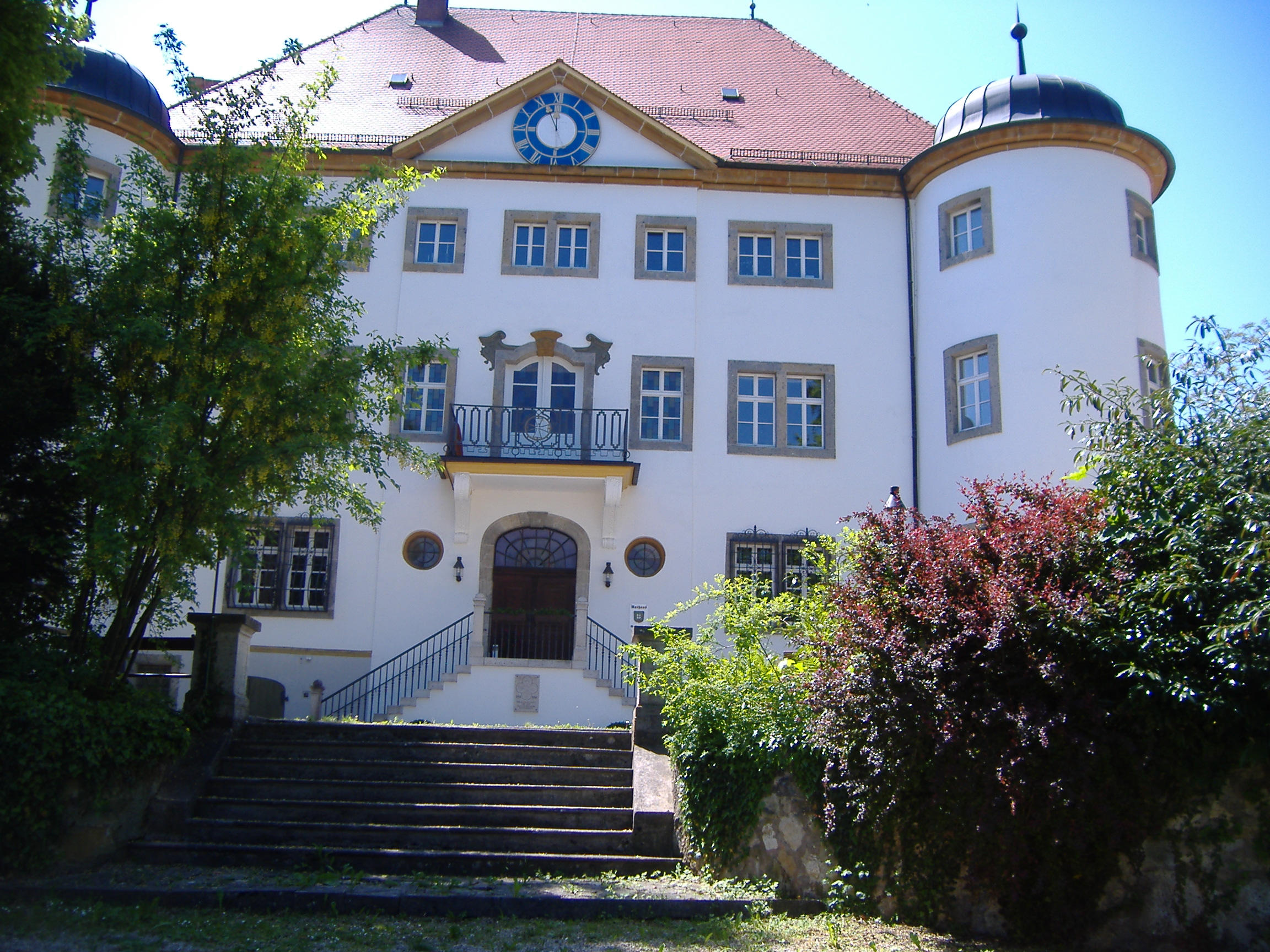
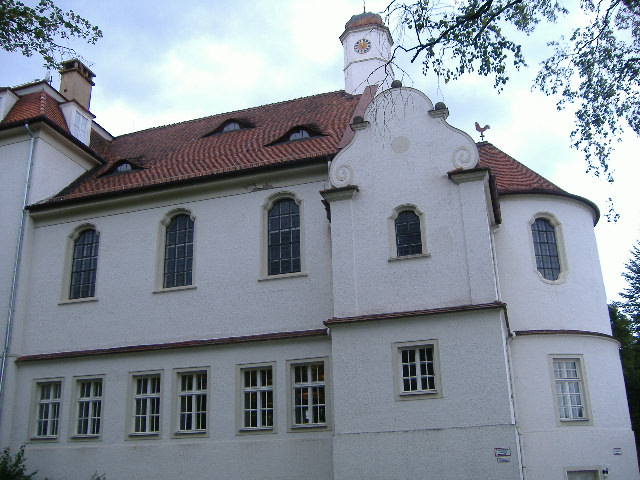
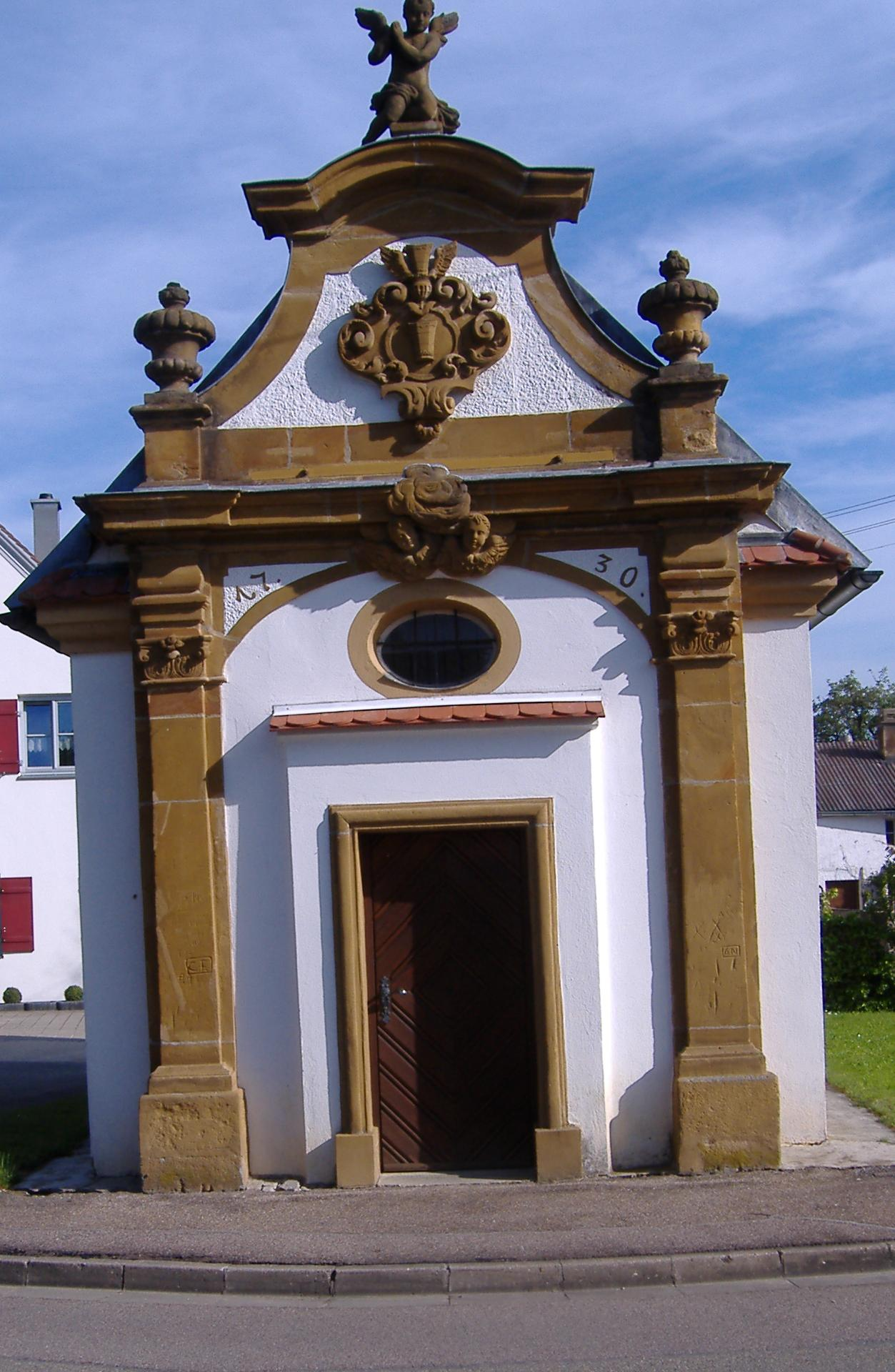
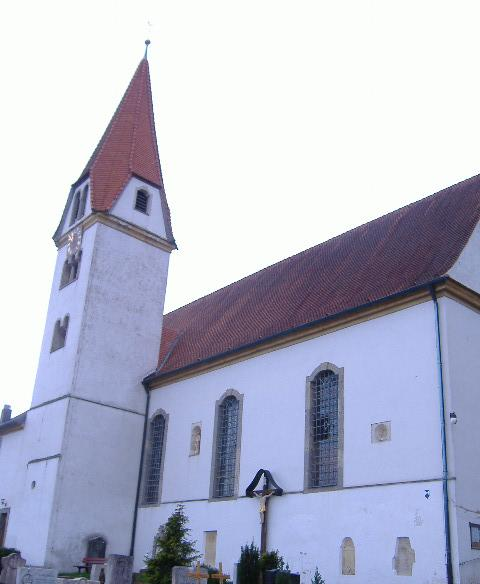